# Władyki
Władyki (biał. Уладыкі; ros. Владыки) – wieś na Białorusi, w obwodzie mińskim, w rejonie wilejskim, w sielsowiecie Chocieńczyce.

## Historia
W czasach zaborów wieś w okręgu wiejskim Zalesie, w gminie Chocieńczyce, w powiecie wilejskim, w guberni wileńskiej Imperium Rosyjskiego. W 1866 roku liczyła 157 mieszkańców (59 dusz rewizyjnych) w 13 domach, należała do dóbr Kazimierzowo, własność Kapuścińskich.
W latach 1921–1945 wieś leżała w Polsce, w województwie wileńskim, w powiecie wilejskim, w gminie Ilia.
Według Powszechnego Spisu Ludności z 1921 roku zamieszkiwało tu 179 osób, 9 było wyznania rzymskokatolickiego a 170 prawosławnego. Jednocześnie 4 mieszkańców zadeklarowało polską, 173 białoruską a 2 inną przynależność narodową. Było tu 37 budynków mieszkalnych. W 1931 w 41 domach zamieszkiwały 202 osoby.
Wierni należeli do parafii rzymskokatolickiej i prawosławnej w Ilji. Miejscowość podlegała pod Sąd Grodzki w Ilii i Okręgowy w Wilnie; właściwy urząd pocztowy mieścił się w Ilii.
W wyniku napaści ZSRR na Polskę we wrześniu 1939 miejscowość znalazła się pod okupacją sowiecką. 2 listopada została włączona do Białoruskiej SRR. Od czerwca 1941 roku pod okupacją niemiecką. W 1944 miejscowość została ponownie zajęta przez wojska sowieckie i włączona do Białoruskiej SRR.
Od 1991 w składzie niepodległej Białorusi.